# Resolució 27 del Consell de Seguretat de les Nacions Unides
La Resolució 27 del Consell de Seguretat de les Nacions Unides, aprovada l'1 d'agost de 1947, va llançar una crida a la calma entre Indonèsia i els Països Baixos, dins de la contesa coneguda com la Revolució Nacional d'Indonèsia, per deixar les armes i deixar pas a una mediació pacífica del conflicte.
No es va realitzar una votació a la totalitat de la resolució, només per parts.